# HD 153950
HD 153950 é uma estrela na constelação de Scorpius. Tem uma magnitude aparente visual de 7,39, portanto não é visível a olho nu. De acordo com dados de paralaxe, do terceiro lançamento do catálogo Gaia, está localizada a uma distância de 158 anos-luz (48,4 parsecs) da Terra.
HD 153950 é uma estrela de classe F da sequência principal com um tipo espectral de F8V. Tem uma massa de 1,15 vezes a massa solar e um raio igual a 1,13 vezes o raio solar. Está irradiando 2,24 vezes a luminosidade solar de sua fotosfera a uma temperatura efetiva é de 6 140 K. Sua metalicidade é próxima da solar e sua rotação é estimada em 14 dias. Sua idade é estimada em 4,3 bilhões de anos.
Em 2009 foi publicada a descoberta de um planeta extrassolar orbitando HD 153950. Ele foi detectado por espectroscopia Doppler a partir de observações pelo espectrógrafo HARPS, que coletou 49 medições da velocidade radial da estrela entre agosto de 2003 e junho de 2008. O planeta é um gigante gasoso massivo com uma massa mínima de 2,7 vezes a massa de Júpiter. Orbita a estrela a uma distância média de 1,28 UA com um período de 499 dias e uma excentricidade de 0,34.
| Planeta | Massa           | Semieixo maior (UA) | Período orbital (dias) | Excentricidade |
| ------- | --------------- | ------------------- | ---------------------- | -------------- |
| b       | >2,73 ± 0,05 MJ | 1,28 ± 0,01         | 499,4 ± 3,6            | 0,34 ± 0,021   |